# Cattolicità
Cattolicità (dal greco antico καθολικός?, katholikós, "generale o universale") è un termine adoperato per riferirsi all'aderenza alla dottrina della Chiesa cattolica, ed è in uso attualmente presso varie confessioni cristiane.

## Attribuzione della qualifica
Questa qualifica viene intesa nel suo significato più generale in due modi da due gruppi di confessioni:
- la Chiesa romana, l'ortodossa orientale e le altre chiese orientali (armena, copta ecc.), che affermano di mantenere una successione apostolica diretta dalla Chiesa primitiva;
- altre Chiese cristiane (appartenenti soprattutto al protestantesimo), che si ritengono spiritualmente discendenti degli apostoli, senza però affermare una linea diretta di successione apostolica.

Entrambi questi gruppi di confessioni rivendicano per sé, però, nel senso descritto, il titolo di "cattolico", e lo esprimono nelle principali forme di professione di fede cristiana, ad esempio nel Credo apostolico, che dichiara: «Credo […] la santa Chiesa cattolica...», o nel Credo niceno-costantinopolitano, che afferma la fede nella Chiesa «una, santa, cattolica e apostolica». Tuttavia, per i protestanti, questa affermazione si riferisce alla fede nell'unità finale di tutte le Chiese sotto un Dio e un Salvatore, piuttosto che in una Chiesa visibilmente unificata.
In un senso più ristretto, il termine "cattolico" è usato con riferimento alla più vasta confessione cristiana, la Chiesa cattolica apostolica romana, guidata dal Papa. Si tratta di 24 Chiese sui iuris che sono in comunione completa fra di loro e con il papa, e che contano oltre un miliardo di battezzati. La loro caratteristica distintiva è proprio l'accettazione dell'autorità e la comunione con il papa, il vescovo di Roma, e l'accettazione della sua autorità suprema in materia di fede e morale, e della sua asserzione di «potere completo, supremo e universale sull'intera Chiesa».
Scorrettamente con il termine "cattolica" ci si riferisce a volte alla sola Chiesa latina, che è di gran lunga la più vasta delle 24 Chiese cattoliche in comunione con il Papa e viene professata dalla maggior parte del mondo

## Le Chiese cattoliche
Le Chiese che si considerano tradizionalmente cattoliche in senso forte condividono delle caratteristiche comuni:
- successione diretta e continua dalle Chiese originarie fondate dagli Apostoli di Gesù;
- possesso del "triplice ministero ordinato" di vescovi, preti e diaconi;
- tutti i ministri sono ordinati da, e soggetti ai vescovi, che trasmettono l'autorità sacramentale tramite l'"imposizione delle mani", essendo stati a loro volta in una linea diretta di successione apostolica;
- la loro fede che la Bibbia sia il vascello e deposito della completezza degli insegnamenti di Gesù e degli Apostoli. Questo insegnamento è preservato sia nella scrittura scritta, sia nella tradizione della Chiesa, orale e scritta. Nessuna delle due è indipendente dall'altra;
- fede nella necessità di 7 sacramenti (battesimo, cresima, eucaristia, confessione, unzione degli infermi, ordine sacro e matrimonio);
- rifiuto dell'iconoclastia. Ciò ammette l'utilizzo delle arti visive nelle chiese e della musica nel culto;
- fede nella trasformazione del pane e vino dell'eucaristia nel corpo e sangue di Gesù (transustanziazione);
- venerazione della Vergine Maria e dei santi;
- l'utilità della preghiera per conto dei defunti;
- salvezza attraverso la fede vissuta attraverso le buone opere piuttosto che attraverso la sola fede.

### Cattolicesimo romano
La più grande e principale comunità cattolica è la Chiesa cattolica, nota come "Chiesa cattolica romana" o "Santa Romana Chiesa". Viene chiamata così perché i suoi aderenti sono in comunione con il papa, vescovo di Roma, e la maggior parte delle diocesi segue il rito romano nella propria liturgia, sebbene vi siano riti orientali e altri riti occidentali, quali il rito ambrosiano nell'arcidiocesi di Milano e il rito mozarabico, in Spagna.

### Anglicanesimo
La Comunione anglicana, sebbene sia una sola Chiesa, è in pratica divisa in due ali, la "Chiesa alta" chiamata anche
anglo-cattolicesimo e la "Chiesa bassa" di tendenze evangeliche. Anche se tutti gli appartenenti alla Comunione anglicana recitano lo stesso credo, la Chiesa bassa tratta la parola cattolico nel credo come un mero sinonimo più antico di universale, mentre la Chiesa alta la ritiene il nome della Chiesa di Cristo alla quale appartengono insieme alla Chiesa cattolica romana e ad altre Chiese che mantengono la successione apostolica.

### Altre confessioni cattoliche occidentali
Nella Cristianità occidentale le principali fedi che si ritengono "cattoliche", ma non sono in piena comunione con il papa, sono la Chiesa vetero-cattolica, Chiesa cattolica liberale, l'Associazione patriottica cattolica cinese e alcuni elementi dell'anglicanesimo ("Alta Chiesa Anglicana" o "Anglo-cattolici"). Questi gruppi hanno dottrine e liturgia simili al cattolicesimo romano, ma si differenziano sostanzialmente da essi riguardo allo status, potere e influenza del vescovo di Roma.
Anche altri gruppi diffusi in Occidente si definiscono cattolici, ma ciò è dubbio a detta delle altre confessioni cattoliche: per esempio la Chiesa cattolica liberale, originatasi come scisma della Chiesa vetero-cattolica, che, a giudizio degli altri cattolici, si sarebbe avvicinata piuttosto alle dottrine teosofiche.

### Confessioni cattoliche orientali
Molte Chiese ortodosse e orientali non calcedoniane si considerano la Chiesa cattolica nel senso di Chiesa "universale". Le Chiese ortodosse vedono in generale i "cattolici" latini come scismatici che hanno lasciato la "vera Chiesa cattolica e apostolica" al tempo del Grande Scisma.

I patriarchi delle Chiese ortodosse sono gerarchi autocefali, che significa all'incirca che ognuno di essi è indipendente dalla supervisione diretta di un altro vescovo (anche se sempre soggetto al sinodo dei vescovi al completo). Essi non sono in comunione con il Papa e non lo riconoscono come capo monarchico della Chiesa universale, anche se sono disposti a concedergli un primato d'onore. Ci sono anche i cattolici di rito bizantino (noti talvolta come "uniati") la cui liturgia è simile a quella ortodossa, e come loro permettono agli uomini sposati di essere ordinati come preti, ma riconoscono il patriarca romano, cioè il papa, come capo di tutta la Chiesa (v. Riti e chiese "sui iuris").